# خروس جنگی (فیلم ۱۳۸۶)
خروس جنگی فیلمی به تهیه کنندگی و کارگردانی سید مسعود اطیابی و نویسندگی قربان محمدپور ساخته سال ۱۳۸۸ است. جواد فرحانی مدیر تولید و مجری طرح این فیلم است.

## خلاصه فیلم
خروس جنگی قصه زن و شوهری است که تصمیم می‌گیرند مدتی جایشان را با هم عوض کنند، قرار گرفتن در جایگاه یکدیگر برای هرکدام ماجراهایی را به وجود می‌آورد.

## بازیگران
| بازیگر          | نقش           |
| --------------- | ------------- |
| رضا عطاران      | محمود         |
| مریلا زارعی     | مریم          |
| کیومرث ملک‌مطیعی | مش سلیمان     |
| کیانوش گرامی    | فرزانه        |
| احمد پورمخبر    | آقاجون        |
| عباس جمشیدی فر  | غلامرضایی     |
| شهربانو موسوی   | طیبه خانم     |
| مصطفی پناهنده   | خواننده تالار |